# Graslandwimperzwam
De graslandwimperzwam (Scutellinia minor) is een schimmel uit de familie Pyronemataceae. Hij leeft saprotroof op spaarzaam met mossen of kiemende kruiden begroeide, vochtige zand- of leembodems, in open vegetaties langs stroompjes, plassen, enzovoorts.

## Kenmerken
Kenmerkend voor deze soort zijn:
- Sporen: 16-19,5 x 16-19,5 micron met een q-getal van 1-1,25
- Sporenornamentatie: Afgeknotte stekels (allemaal lang en hoekig of kort en afgeknot, afgewisseld met meer afgeronde wratten)
- Wimperharen: geelbruin, 50-450 x 15-40 micron, 6-15 septaat en een wanddikte van 3-5 micron
- Asci: 230-310 micron lang

## Verspreiding
In Nederland komt de graslandwimperzwam zeldzaam voor. Hij staat op de rode lijst in de categorgie 'Ernstig bedreigd'.